# Caspar C 35
Die Caspar C 35 Priwall war ein als Doppeldecker ausgelegtes einmotoriges Verkehrsflugzeug der Lübecker Caspar-Werke aus den späten 1920er Jahren. Nur der Prototyp wurde gebaut.

## Geschichte
1927 begann Hans Herrmann bei den Caspar-Werken im Auftrag der Luft Hansa mit der Entwicklung eines Transportflugzeuges, das neben zwei Piloten acht Fluggäste in einer geschlossenen Kabine befördern konnte. Als Antrieb diente ein BMW VIU-Motor mit einem Vierblattpropeller. Der Name Priwall leitete sich von der gleichnamigen Halbinsel ab.
Der Erstflug der C 35 mit der Werknummer 7015 fand im April 1928 statt. Im folgenden August übernahm die Luft Hansa den Prototyp und taufte ihn auf den Namen Rostock. Nach Entfernung der Kabinenfenster wurde er ab 1929 als C 35 c mit dem Kennzeichen D–1360 bis zu seiner Zerstörung im Juli 1930 als Frachtflugzeug eingesetzt.

## Technische Daten

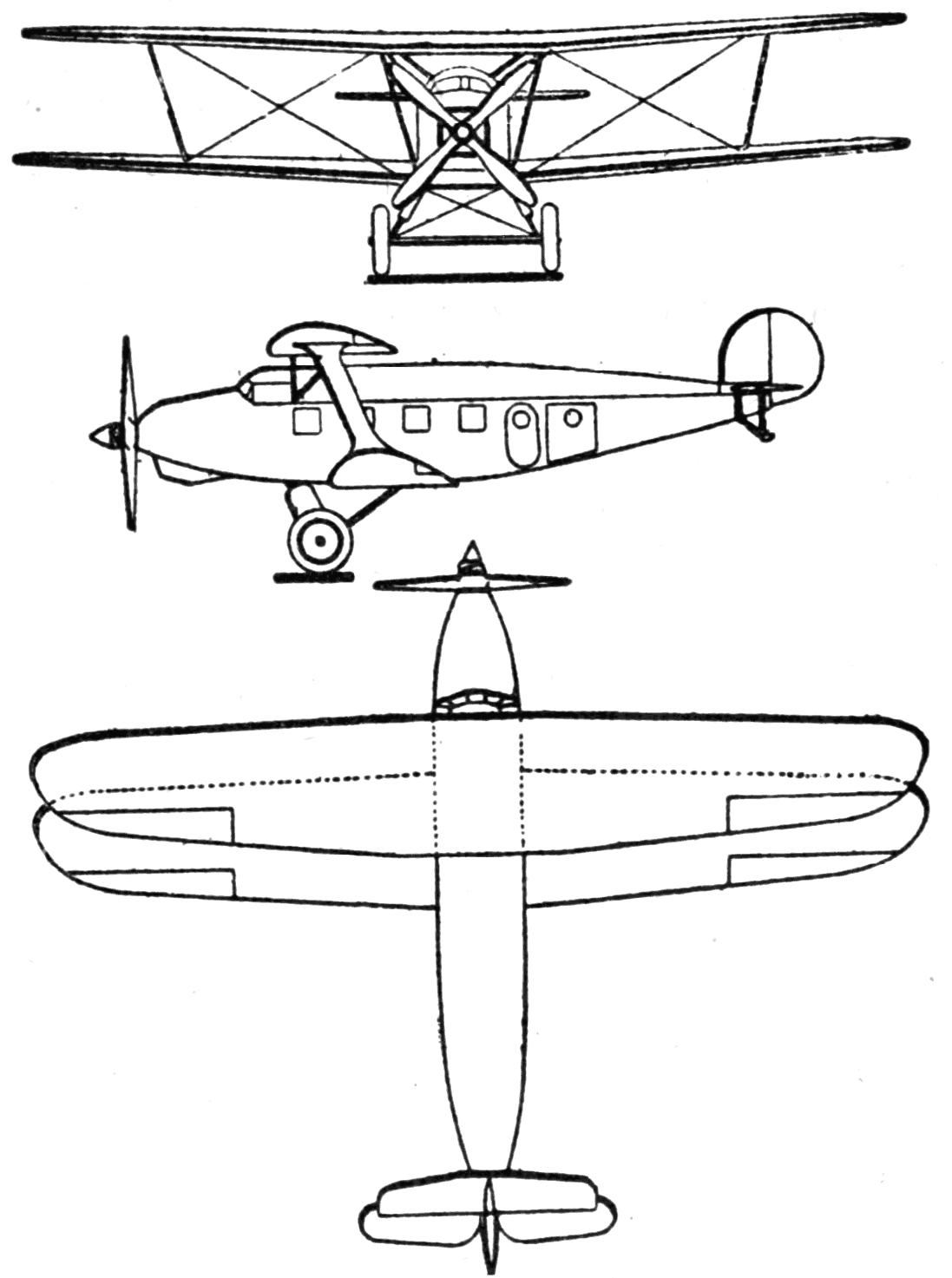
Dreiseitenansicht Caspar C 35

| Kenngröße             | Daten                                              |
| --------------------- | -------------------------------------------------- |
| Besatzung             | 2                                                  |
| Passagiere            | 8                                                  |
| Länge                 | 13,24 m                                            |
| Spannweite            | 16,72 m                                            |
| Höhe                  | 4,78 m                                             |
| Flügelfläche          | 69,0 m²                                            |
| Leermasse             | 2400 kg                                            |
| Startmasse            | 4600 kg                                            |
| Reisegeschwindigkeit  | 180 km/h                                           |
| Höchstgeschwindigkeit | 203 km/h                                           |
| Dienstgipfelhöhe      | 4000 m                                             |
| Reichweite            | 1000 km                                            |
| Triebwerke            | ein Zwölfzylindermotor BMW VIU mit 370 kW (503 PS) |